# Robert de Beaucourt de Noordvelde
Robert de Beaucourt de Noordvelde (Ieper, 3 augustus 1857 - Gistel, 24 maart 1924), ook de Noortvelde, was een West-Vlaams heemkundige, genealoog, geschiedschrijver en componist.

## Levensloop
Robert (de) Beaucourt behoorde tot een notabele familie, afkomstig uit Artesië, die gedurende verschillende eeuwen telgen telde in het Brugse Vrije. Hij was een achter-achterkleinzoon van de achttiende-eeuwse advocaat en historicus Patrice Beaucourt de Noortvelde. Immers, zijn vader, Auguste Beaucourt (1811-1893), gehuwd met Hélène Struye (1838-1895), was een zoon van Felix Beaucourt (1779-1861) en van Catherine Beaucourt (1775-1833), die allebei kleinkinderen waren van Patrice.
Hij trouwde met Léonie Eugénie van Hoobrouck de Mooreghem (1854-1917). Ze kregen twee kinderen: Edouard en Mathilde. Het gezin woonde in Gistel in de in 1897 door Beaucourt gebouwde villa Schoonhof, Kolaardstraat 11.
Beaucourt was amateur-componist en liet enkele van zijn composities na. Hij was voornamelijk schrijver, enerzijds van genealogische werken, anderzijds van heemkundige studies, hoofdzakelijk gewijd aan Oostende en andere kustgemeenten.

## Publicaties
- Noblesse et Bourgeoisie, Ieper, 1892.
- Monographie de Mariakerke-Bains-lez-Ostende anciennement "Albertus", aujourd'hui "Plage North", Oostende, 1896.
- Sainte Godelieve de Ghistelles, accompagnée de notes historiques dites ghistellania, Oostende, 1897.
- Ostendiana (814-1900) ou la Reine des Plages, tome I, Oostende,1897, tome III, Oostende, 1908 (tome II is nergens te vinden, waarschijnlijk diende "Biographie Ostendaise" als tome II].
- Raversy-sur-Mer, sa renaissance, son avenir, ses fondateurs, Oostende, 1898.
- Le pélerinage de Snaaskerke, anciennement dénommée Snaaskerke-surle-Leeck, Oostende, 1898.
- Une visite au Cháteau de Wynendael, Oostende, 1898.
- Notre Dame de "Breedene", Oostende, 1898.
- Geschiedenis en beschrijving der gemeente Westende-ter-Zee bij Nieuwpoort, Oostende, 1898.
- Westende-Plage, son ancienne splendeur, son brillant avenir, ses fondateurs, Oostende, 1898.
- Le pélerinage de Vlisseghem, historique particulière de Vlisseghem, Oostende, 1898.
- D'Ostende au Mirre (le long de la côte) ; esquisses historiques sur le Pas-de-Calais, Oostende, 1899.
- Le Coq-sur-Mer (Den Haan) ou l'Eden des plages belges ; historique de cette station balnéaire, sa rénovation, son avenir historique de Clemskerke, Oostende, 1899.
- Une excursion à Middelbourg (Zélande), Oostende, 1899.
- Jaarboeken van Ghistel-Schoonhof (15 delen), Oostende, 1900-1914.
- Une excursion dans le Comté de Kent, esquisses historiques, Oostende,1900
- Biographie Ostendaise ; extraits de la Biographie Nationale avec quelques annotations, Oostende, 1900 [waarschijnlijk tome II van de Ostendiana-reeks].
- Ostende-extension 1895-1901 ; historique de Mariakerke-sur-Mer, Oostende, 1901.
- Biographie Ostendaise, Oostende, 1900.
- William d'Ypres, 1087-1162, comte de Kent ; Ypres en Angleterre ; accompagné d'une notice historique sur les villes d'Ypres et de Loo, Ypres, 1904.
- Construction artistique d'un village moderne d'après un nouveau plan, Oostende, 1904.
- Nieuport ; documents historiques, tome I, Oostende, 1910; tome II, Oostende, 1904. [deel II verscheen zes jaar eerder dan deel I].
- Le Franc de Bruges ; notes historiques : noms des familles des magistrats de l'ancienne administration (1228-1771), Ieper, 1906.
- Monographies illustrées des maisons historiques de Bruges : 1. Den Coevoet, 1906. [waarschijnlijk verscheen er nooit een tweede deel].
- Notes historiques et généalogiques sur plusieurs familles du nom de «de Beaucourt, de Becourt, de Boncourt», Oostende, Imp. Bouchery, 1906.
- Brugge en omstreken ; de oorsprong van hare abdijen, kloosters, oude kasteelen, godshuizen, enz., Gent 1907.
- Mes pérégrinations et étapes en Flandre et. en Artois ; recueil de renseignements historiques, généalogiques, héraldiques et sigillographiques, tome I-IV, Oostende, 1907-1912.
- Beschrijving der gemeente Steene, Oostende, 1908, nieuwe oplage, 1909. [anastatische herdruk in 1977 door Familia et Patria te Handzame].
- Les Origines de la famille de Beaucourt de Noortvelde. Artois - Département du Nord - Bruges - Ypres - Ixelles, Oostende, Imp. Leys et Pilaeis, 1911.
- Geschiedenis van Breedene vanaf Karel de Groote tot onze dagen of Breedene door de eeuwen heen, Oostende, 1913.
- Hotel-de-Ville de Ghistelles, Oostende, z.d.